# Феробор
Феробор — феросплав, що містить 10—25 % бору, по 2—5 % кремнію і алюмінію, решта — залізо. Феробор отримують в руднотермічних печах алюмінотермічним способом з боратової руди або борного ангідриду.
Феробор та інші сплави заліза з бором (фероборал, грейнал) використовуються для легування, розкислювання і модифікації сталі.